# Kathedraljugendchor Trier
Der Kathedraljugendchor ist ein gemischter Jugendchor aus Trier. Es ist das vierte und jüngste Ensemble der Chorfamilie am Trierer Dom. Es wurde 2014 aus dem seit 2002 bestehenden Mädchenchor am Trierer Dom und den 2010 neu ins Leben gerufenen Trierer Domsingknaben gegründet. Zurzeit umfasst das Ensemble ungefähr 60 Sängerinnen und Sänger. Gründer und derzeitiger Leiter ist Thomas Kiefer.

## Ausbildung
In enger Zusammenarbeit mit der Grundschule am Dom beginnt die musikalische Ausbildung meist sehr früh. Ein musikalischer Schwerpunkt und Chorproben im Schulalltag versprechen eine frühe und gezielte Förderung. Über die Chöre der Grundschule am Dom, des Aufbauchores und der gleichstimmigen Chöre (Mädchenchor am Trierer Dom, Trierer Domsingknaben) der Dommusik entwickeln die Jugendlichen die Grundlagen für ein Klang- und Literaturspektrum eines Jugendchores.
Ein direkter Einstieg in den Kathedraljugendchor ist ab einem Alter von 12 Jahren bei entsprechenden Kenntnissen oder Vorerfahrung im Singen auch möglich.

## Aufgaben
Im Zentrum der musikalischen Arbeit liegt die Gestaltung der Gottesdienste an Sonn- und Feiertagen im Trierer Dom, der ältesten Bischofskirche Deutschlands, entweder im Wechsel oder auch gemeinsam mit den anderen Chören der Dommusik. Außerdem tritt der Chor sehr regelmäßig konzertant in Erscheinung. Der Schwerpunkt des Repertoires liegt dabei auf Chormusik a cappella unter besonderer Berücksichtigung der Musik des 20. und 21. Jahrhunderts. Durch die häufige Hinwendung zum Bereich Oratorium erleben die Jugendlichen zudem die ganze Bandbreite sinfonischer, geistlicher Chormusik. In den vergangenen Jahren haben sie Bachs Johannespassion, Matthäuspassion und Weihnachtsoratorium, die Requien von Brahms, Mozart und Fauré, Bruckners D-Moll-Messe, Frank Martins „In terra pax“, Mendelssohns Psalm 42 und Händels Messiah aufgeführt.

## Konzertreisen
Der Kathedraljugendchor gastiert regelmäßig in den großen Kathedralen des Landes und arbeitet oft mit Orchestern wie dem Landesjugendorchester des Saarlandes, der Deutschen Staatsphilharmonie Ludwigshafen oder dem Concerto Köln. Konzertreisen führten den Chor bislang nach Frankreich, Österreich oder Spanien. Zu den weiteren Höhepunkten des Chorlebens zählen eine elftägige Konzertreise mit acht Auftritten in und um Vancouver/Kanada im Sommer 2014, eine Konzertreise nach Südengland im Frühjahr 2016 sowie eine 14-tägige Konzertreise im Sommer 2017 nach Südafrika mit Konzerten von Johannesburg bis Kapstadt.